# باغچه‌جیک (فکه)
باغچه‌جیک (به ترکی استانبولی: Bahçecik) یک منطقهٔ مسکونی در ترکیه است که در فکه، ترکیه واقع شده‌است.